# Grazac, Haute-Garonne
Grazac är en kommun i departementet Haute-Garonne i regionen Occitanien i södra Frankrike. Kommunen ligger i kantonen Cintegabelle som tillhör arrondissementet Muret. År 2022 hade Grazac 792 invånare.

## Befolkningsutveckling
Antalet invånare i kommunen Grazac
Referens:INSEE